# Piazza del Campo

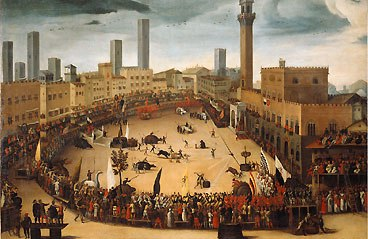
Vincenzo Rustici, Caccia ai tori in piazza del Campo, 1585 circa

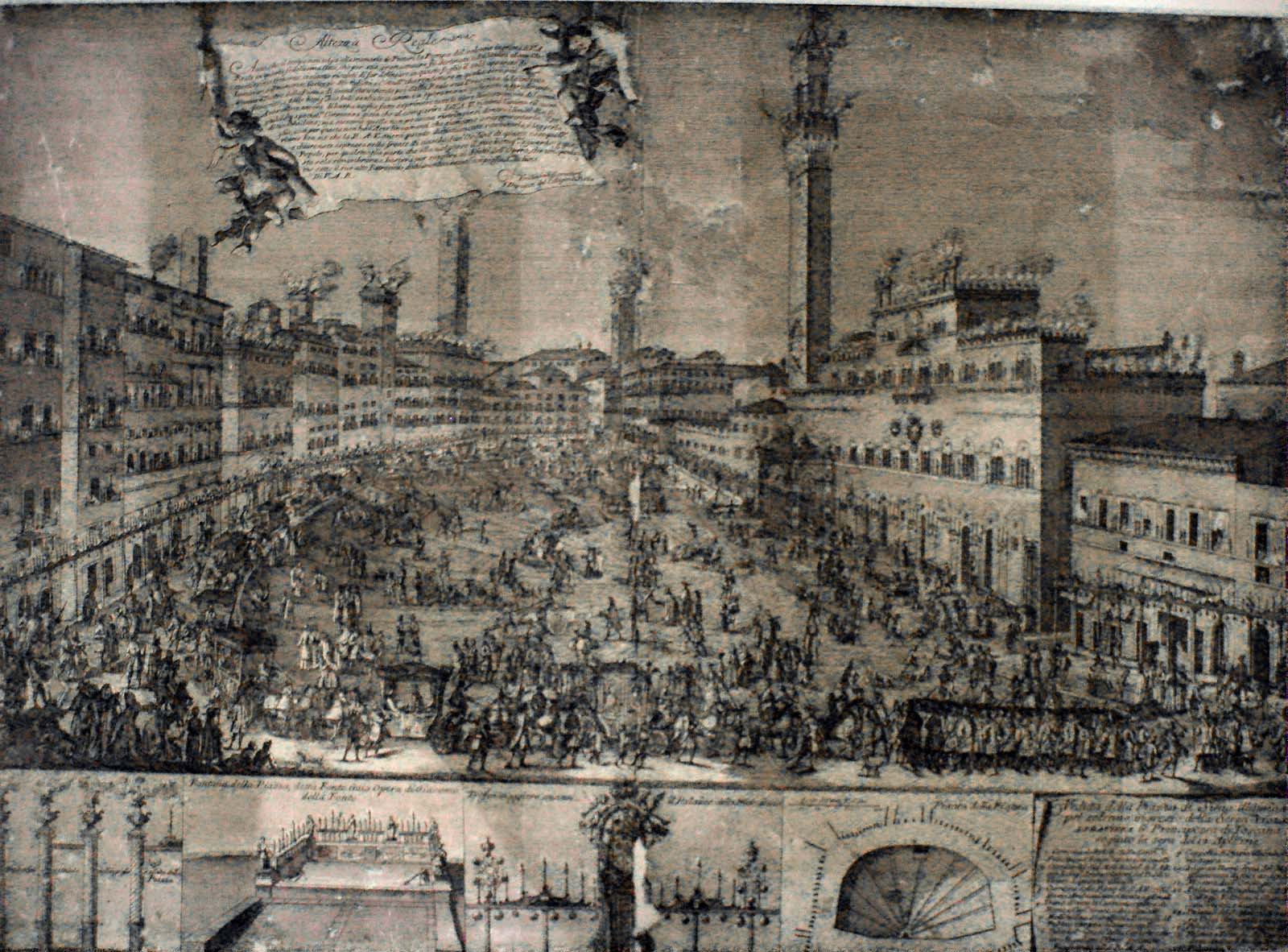
Una manifestazione in piazza del Campo in un'incisione nel XVIII secolo

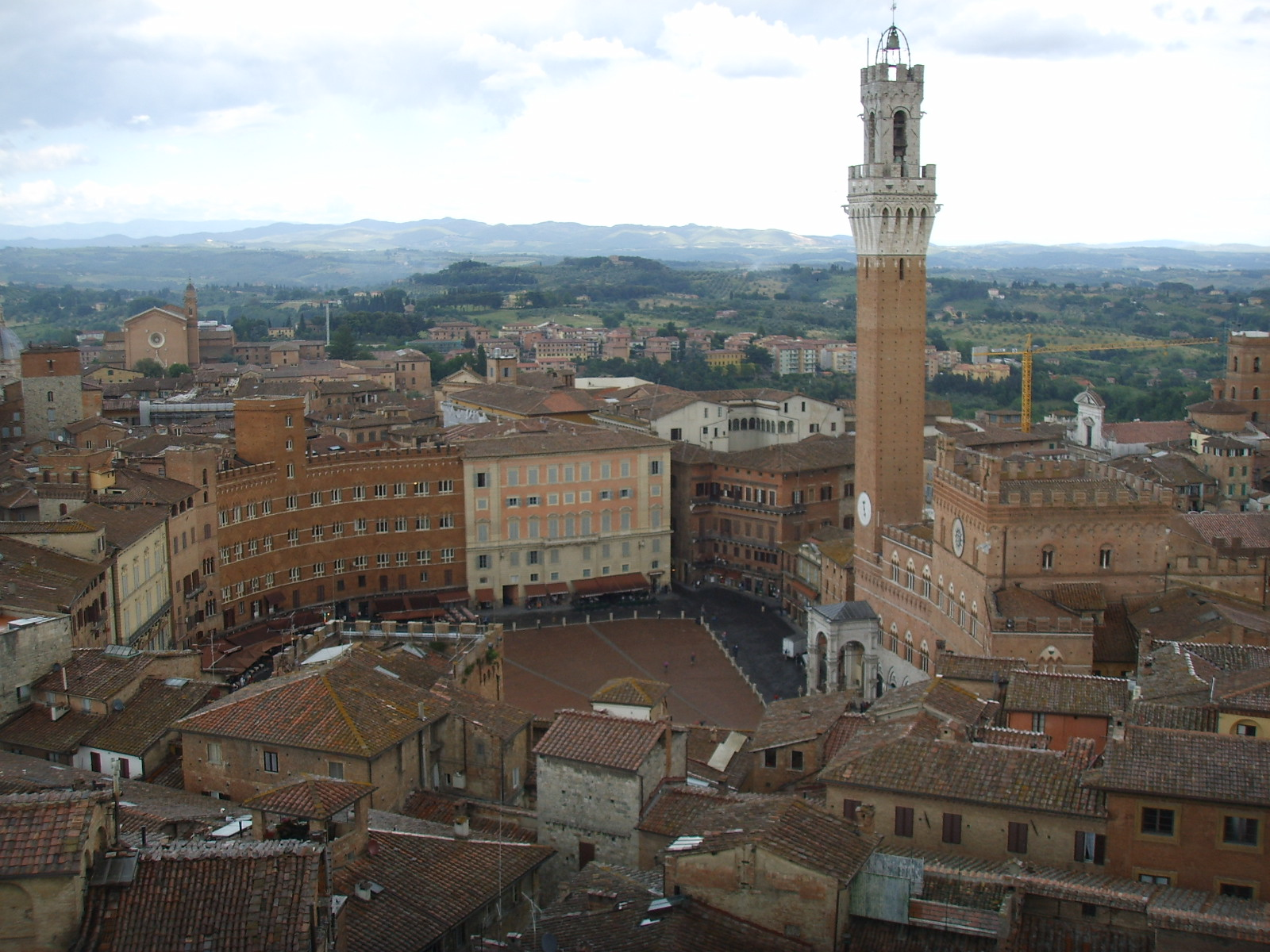
Veduta dal facciatone del Duomo

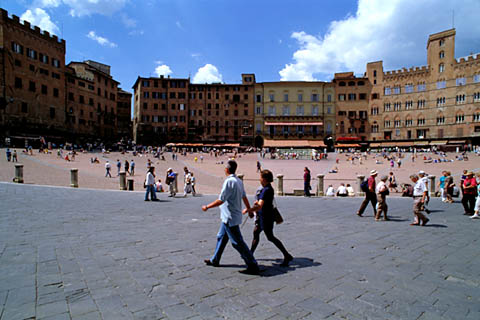
Uno scorcio dei palazzi di piazza del Campo, visto dal lato del Palazzo comunale

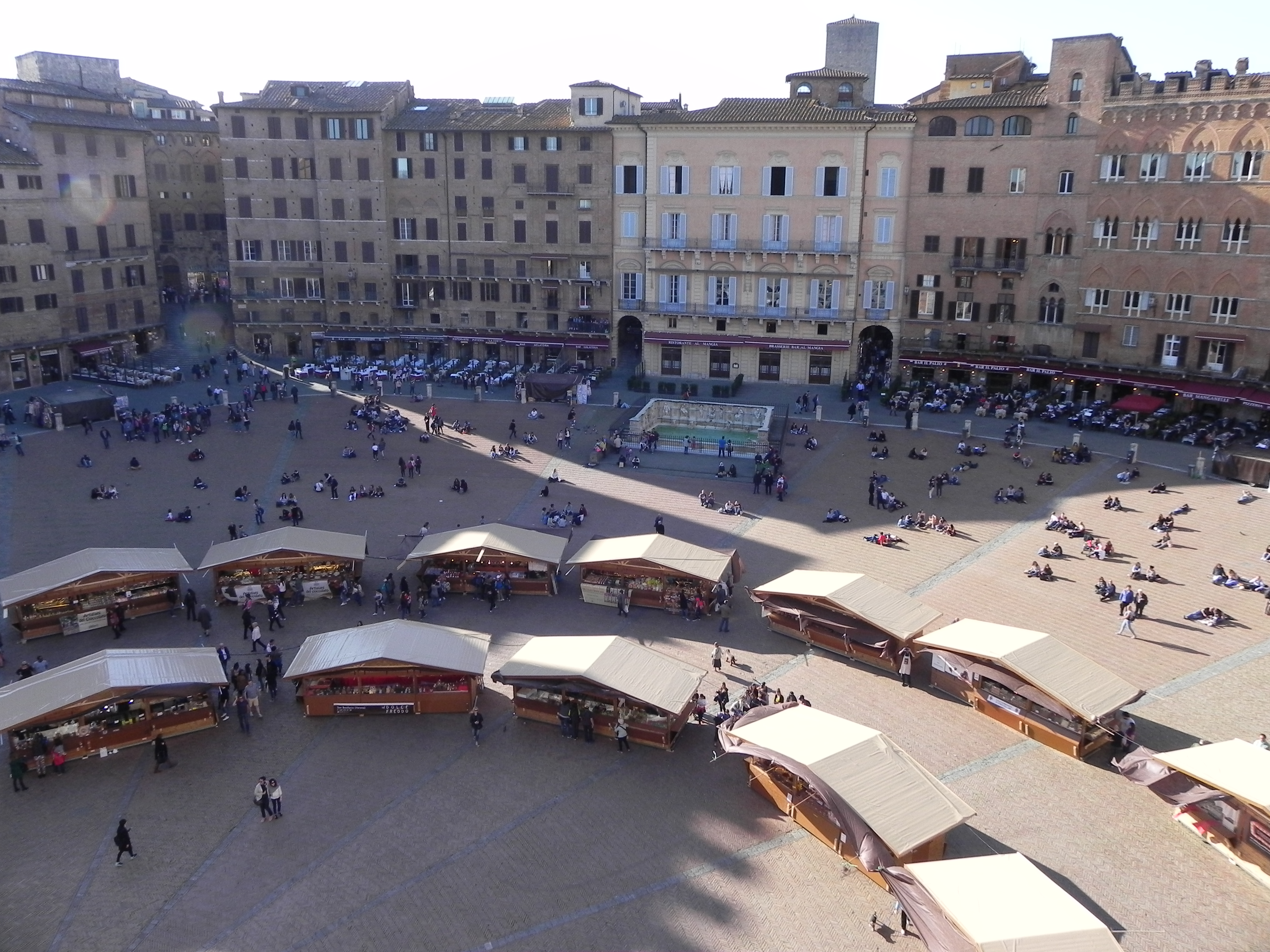
Piazza del Campo vista dalla parte inferiore della Torre del Mangia

Piazza del Campo (o più semplicemente  il Campo) è la piazza principale della città di Siena. Unica per la sua particolare e originalissima forma a conchiglia, è rinomata in tutto il mondo per la sua bellezza e integrità architettonica, nonché per essere il luogo in cui due volte l'anno si svolge il Palio di Siena. Per un'antica convenzione, la piazza e il Palazzo Pubblico non appartengono ad alcuna contrada.

## Storia
Lo spazio che sarebbe diventato la piazza attuale era, alle origini di Siena, un terreno bonificato per consentire il deflusso delle acque piovane, come testata semicircolare della valle di Montone, tra il colle Santa Maria e il crinale che va verso Porta Romana. Il nucleo della città in formazione si trovava più in alto, nella zona di Castelvecchio e il futuro "Campo" era uno spazio per i mercati, appena laterale rispetto alle principali strade di comunicazione che passavano per la città e situato esattamente a un crocevia. Qui si incontrano ancora oggi le direttrici per Roma a sud-est, per il mare a sud-ovest e verso Firenze a nord.
La storia della piazza si intreccia fortemente con quella della costruzione del palazzo Comunale, o palazzo Pubblico, che vi si affaccia.

### Prime notizie
Il primo documento che parla di sistemazione dello spazio del "Campo" è del 1169, in cui si parla di un Campus Sancti Pauli, e si riferisce a tutta la vallata comprendente sia l'attuale piazza che quella del Mercato, al giorno d'oggi retrostante al palazzo Comunale. In questa data, la comunità senese acquista il terreno che andava dalle attuali Logge della Mercanzia all'attuale piazza del Mercato.
La prima notizia di una suddivisione delle due piazze si ha nel 1193 e fa dedurre che nel frattempo fosse stato costruito almeno un muro divisorio, forse per arginare le acque piovane. A quell'epoca si parla di un "Campus Fori", il cui nome allude alle funzioni di mercato (di bestiame, pollame e del grano). Nel 1194, a ridosso del muro, vennero erette la Dogana delle gabelle e la Zecca, detta "Bolgano".

### Governo dei Ventiquattro
Fino al 1270, con il Governo dei Ventiquattro (1236-1270), lo spazio della futura piazza viene usato per fiere e mercati. Si trovava infatti in una zona particolarmente favorevole per l'incontro dei cittadini, come punto di sutura tra la Sena vetus, ovvero il nucleo romano (il terzo di Città), e i due sobborghi principali di Camollìa e di san Martino sorti lungo la via Francigena.
Se da una parte il Campo non era un vero "campo", dall'altra non venne progettato "a tavolino". Nonostante non avesse ancora assunto la forma che vediamo oggi, sembra esserci già un'intenzione di farne uno spazio sia per le feste pubbliche, in analogia a quello che il Duomo è per le feste religiose, sia per i mercati e i commerci in genere.
Negli statuti del 1262 si trovano alcuni primi provvedimenti per migliorare l'assetto della piazza, prescrivendo, tra l'altro, l'obbligo di aprirvi solo bifore o trifore (le finestre "a colonnelli", cioè con le colonnine), la proibizione di costruire terrazzi, il perfezionamento dei dodici accessi.

### Governo dei Nove
Caduto questo governo degli aristocratici, con il Governo dei Nove (1287-1355) si cominciò a pensare a una sede "neutra" per il governo della città. Sul nucleo della Dogana e del Bolgano si iniziò a costruire un palazzo che fosse sintesi della razionalizzazione promossa dal governo e della sua autocelebrazione. Il Palazzo Comunale, destinato ad accogliere la residenza del podestà e gli uffici delle magistrature, fino ad allora sparse in sedi religiose o private, diede anche impulso a una consona sistemazione della piazza antistante. Sul finire del Duecento si iniziano ad acquistare i fabbricati privati sul Campo e, all'inizio del Trecento, inizia la ristrutturazione e l'ampliamento degli edifici esistenti, in particolare il palazzo, la cappella e la Dogana. La costruzione della Torre del Mangia risale al 1325-1344 e nel 1333 si avvia la pavimentazione a mattoni della conca interna (completata l'anno successivo), mentre il selciato nella parte esterna risale al 1347-1348.
Nel 1334 Jacopo di Vanni Ugolini avviò i lavori di scavo per la vasca della fontana pubblica, completata nel 1346.

### Formazione del perimetro
L'architetto Peruzzi aveva progettato di circondare la piazza con la costruzione di un porticato sovrapposto alle facciate medioevali. Perduto il disegno originale, il proposito di Peruzzi fu ripreso da Fabio Chigi, su disegno di Tommaso Pomarelli.
Durante gli anni in cui andarono delineandosi la fisionomia e la struttura di piazza del Campo, il governo di Siena emanò via via leggi al fine di uniformare facciate, spazi e fronti architettonici e di allineare il profilo e il perimetro dello spazio. Valga per tutti la demolizione della chiesa dei Santi Pietro e Paolo (posta tra gli attuali vicoli di San Pietro e di San Paolo), perché sporgente rispetto al perimetro che i palazzi circostanti stavano lentamente delimitando.
Ai primi del Quattrocento Jacopo della Quercia decorò la fonte Gaia, che nel XIX secolo venne spostata nel sito attuale. Interventi successivi riguardarono l'accorpamento di alcune facciate, la regolarizzazione, ampliamento o trasformazione di altre.

## Descrizione della piazza
(Mario Castelnuovo, Piazza del Campo)
La piazza si trova nel punto nodale dove si diramano le tre principali vie cittadine, spine dorsali dei Terzi, distinguendosi come un unitario di sublime armonia, frutto più alto della passione senese per la bellezza, manifestata precocemente dal popolo ancora prima del celebre statuto del 1262 dedicato all'urbanistica e all'estetica cittadina. Ciò ne fa una delle più alte creazioni dell'urbanistica medievale.

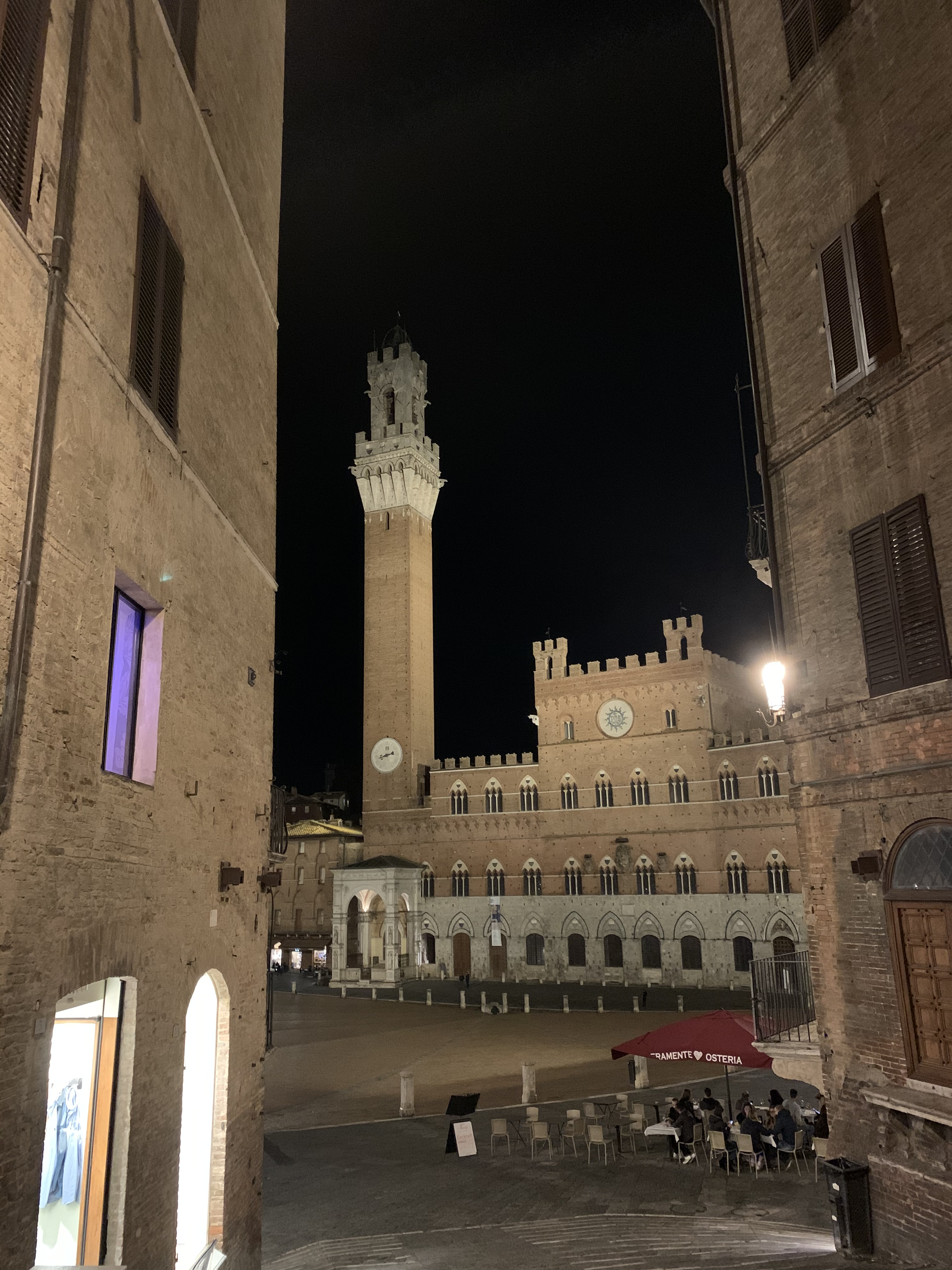
Scorcio notturno

La forma della piazza è emiciclica, rassomigliante una valva di conchiglia inclinata verso mezzogiorno, con nove spicchi definiti da fasce bianche sulla pavimentazione in cotto. Racchiusa dalla cortina quasi continua di edifici, vi si diramano undici varchi (un tempo dodici), mascherati sapientemente dall'uso delle volte e dalla disposizione su più livelli dell'abitato. La geometria appare coniugata sapientemente con la forma del territorio, arrivando a tradurre le peculiarità del luogo in un ambiente progettato. Il fulcro dell'intera piazza è il palazzo Pubblico, che chiude scenograficamente lo spazio a valle e verso il quale convergono tutte le linee visive, dei dislivelli, delle cortine edilizie e della pavimentazione, esaltandone il valore simbolico.
La circonferenza della piazza è 333 metri ed è articolata in due aree: "di basso", l'invaso centrale e a sud, pavimentato con mattoni disposti "a coltello" e divisa in nove spicchi, e la cortina attorno, lastricata. Il numero nove evocherebbe il Governo dei Nove.

### I palazzi e gli arredi urbani nella piazza
| Immagine | Nome                    | Descrizione |
| -------- | ----------------------- | --- |
|          | Palazzo Comunale        | È il palazzo costruito dal governo della Repubblica di Siena tra il 1298 e il 1310 come sede del Governo dei Nove. Non fu usata la pietra, ma il mattone, mentre gli elementi bianchi sono in marmo. Ogni finestra è ornata da un'ogiva che la contiene. I merli sono di tipo guelfo. |

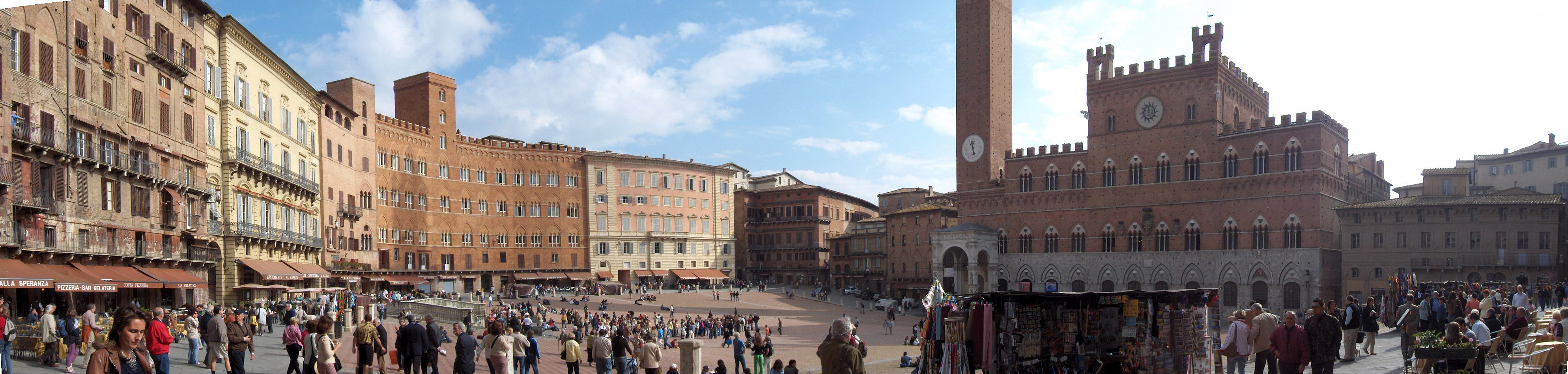
Piazza del Campo

|          | Torre del Mangia        | Era la torre campanaria del palazzo Comunale ed è così chiamata dal soprannome di "mangiaguadagni" dato al suo primo custode Giovanni di Balduccio (o "di Duccio"), famoso per apprezzare molto i piaceri del cibo e sperperare quindi a tavola i propri guadagni. È tra le torri antiche italiane più alte, arrivando a 102 metri fino al parafulmine (seconda solo al Torrazzo di Cremona). Fu costruita tra il 1325 e il 1348. I quattro angoli sono perfettamente orientati in direzione N-S ed E-O. |
|          | Cappella di Piazza      | Si tratta del tabernacolo marmoreo che sorge ai piedi della Torre del Mangia, sporgente rispetto al profilo del Palazzo comunale. Fu edificata nel 1352 per ringraziare la Vergine Maria dello scampato pericolo della peste nera che aveva colpito la città nel 1348. Sopra l'altare, tra il 1537 e il 1539, Giovanni Antonio Bazzi detto Il Sodoma affrescò la Madonna con il Figlio e Dio Padre, i cui resti si conservano oggi nel Museo Civico all'interno del Palazzo Pubblico.                    |
|          | Fonte Gaia              | Inaugurata nel 1386 nella gioia generale per la prima fonte pubblica cittadina (da cui il nome "Gaia"), venne decorata tra il 1409 e il 1419 da statue e rilievi di Jacopo della Quercia, originale sintesi tra la tradizione gotica e innovazioni rinascimentali. I rilievi odierni sono copie che vennero scolpite da Tito Sarrocchi nel 1868. |
|          | Palazzo Chigi-Zondadari | È il primo palazzo che si incontra nell'emicilio dallo sbocco di via dei Rinaldini (detto anche Chiasso Largo). Si tratta di un palazzo di antica origine, rifatto nel 1724 su progetto di Antonio Valeri. |
|          | Palazzo Sansedoni       | Segue palazzo Sansedoni, che ha una maestosa mole in laterizio, nato dall'aggregazione di più palazzi gentilizi nella prima metà del Duecento, poi rifatto e ampliato nel 1339 da Agostino di Giovanni. Tra due dei palazzi che formano palazzo Sansedoni si trovava il dodicesimo accesso alla piazza, poi chiuso. |
|          | Loggia della Mercanzia  | Tra i vicoli di san Pietro e di San Paolo si trova la facciata posteriore della Loggia della Mercanzia, su disegno di Ferdinando Fuga realizzata nel 1763. |
|          | Case De Metz            | Nel blocco successivo, procedendo a sinistra, si trovano le Case De Metz, una serie di edifici con paramento in laterizio in cui si vedono tracce di finestre ogivali, un tempo appartenute ai palazzi Saracini e Scotti. |
|          | Costarella dei Barbieri | Detta anche semplicemente "Costarella", si tratta di una ripida strada che si trova sul luogo dell'antica Porta Salaria, dell'XI secolo, posta lungo la cinta primitiva; importantissimo varco, collega la piazza con la via Francigena a nord e la strada verso la Maremma a sud, nonché, tramite via dei Pellegrini, che permette la comunicazione col Duomo. Vi si affaccia la Torre delle Sette Seghinelle.                                                                                          |
|          | Palazzo d'Elci          | Ultimo edificio monumentale sulla piazza a ovest è il palazzo dei Pannocchieschi d'Elci, già dei Cerretani Bandinelli Paparoni (o Cerrettani), riconoscibile dalla merlatura guelfa e dalla forte somiglianza con il Palazzo Comunale. In origine, fu la prima sede del Governo cittadino per tutto il XIII secolo. Fu completamente ristrutturato nei secoli XVII e XVIII. |

## Il Palio

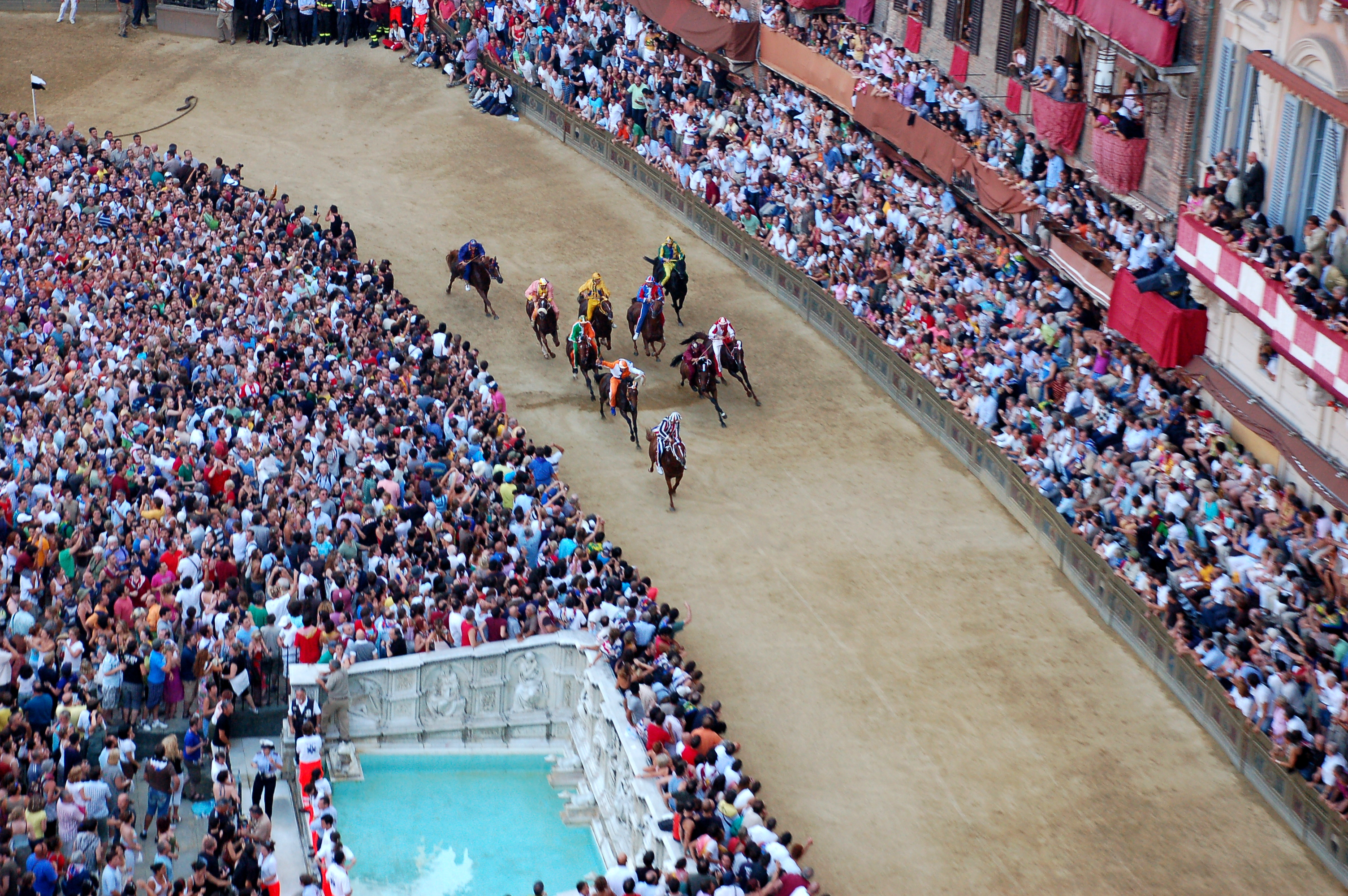
Palio del luglio 2008

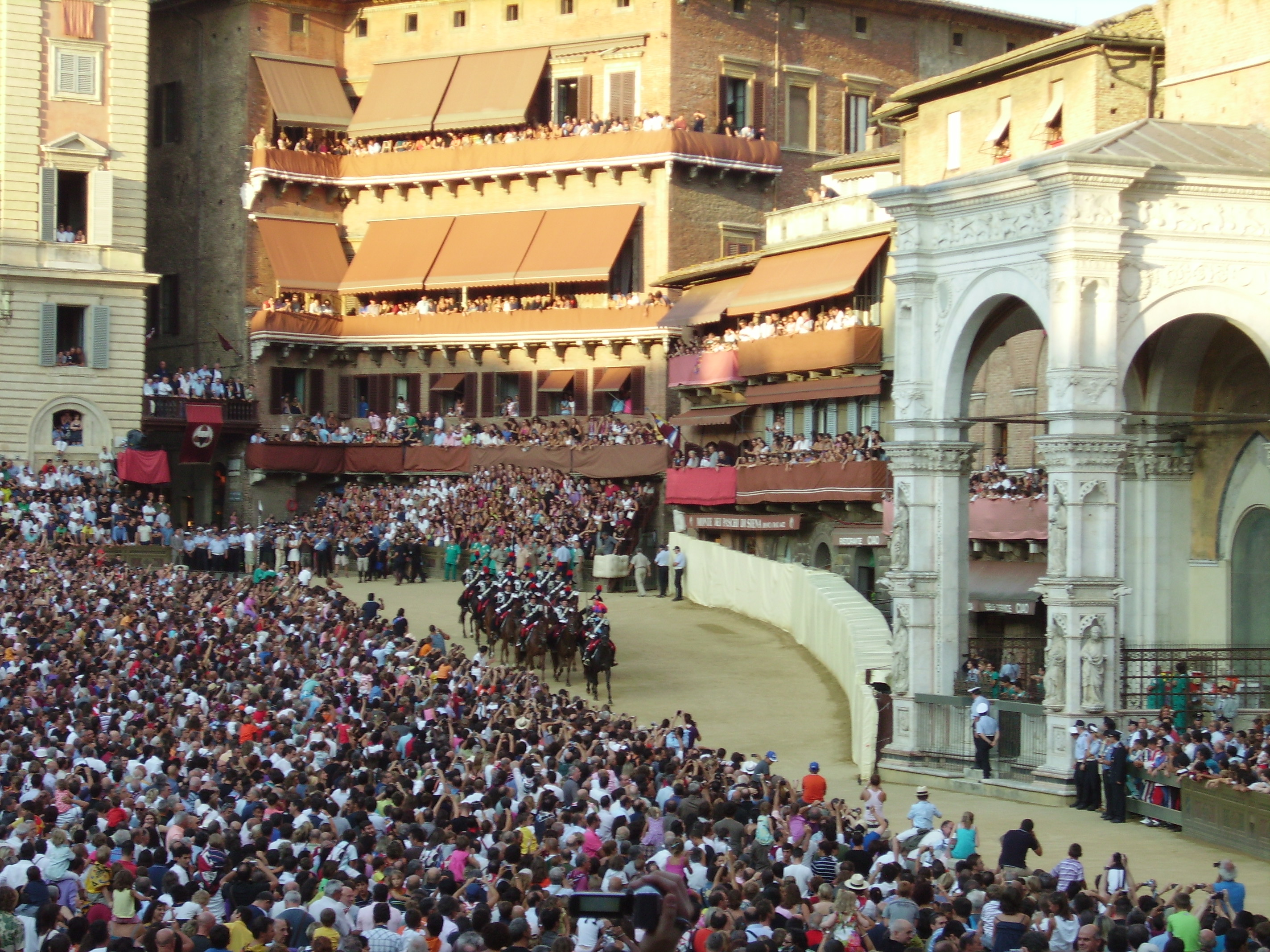
La piazza colma durante il Palio

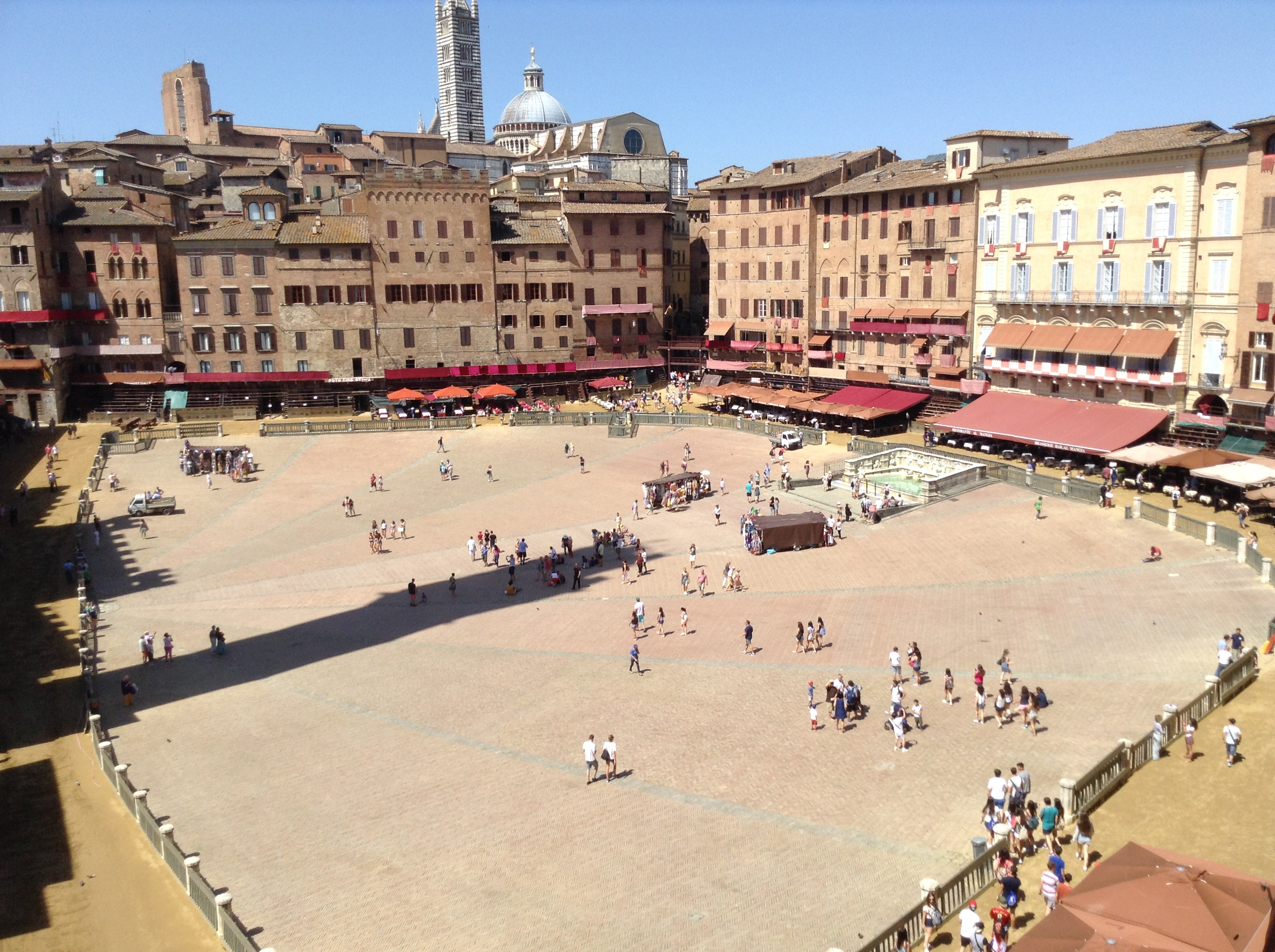
Piazza del Campo vista dall'alto durante i giorni del Palio

La piazza è famosa anche perché accoglie due volte all'anno, esattamente il 2 luglio e il 16 agosto, il Palio delle Contrade. Si tratta di una corsa di cavalli unica al mondo che vede confrontarsi le diciassette storiche contrade che compongono la città toscana.
La corsa è composta da tre giri intorno alla pista che circonda la piazza, pavimentata con lastre di pietra serena, che viene cosparsa di uno strato di polvere di tufo di opportuno spessore, tale da consentire ai cavalli di correre, non senza plateali scivolate in corrispondenza delle curve. Fra queste, una delle più critiche è la "curva di San Martino". La corsa, che si svolge in modo sfrenato e spesso senza riserve di colpi bassi, talvolta cruenta, porta alla vittoria una sola contrada.
Ingredienti fondamentali per un "Palio perfetto" sono la coppia formata dal cavallo e dal relativo fantino che ciascuna contrada riesce a mettere insieme, uniti sempre ad una indispensabile dose di fortuna e ad una folla sempre entusiasta e partecipe.

## Nella canzone
Nel 1985 il cantautore Mario Castelnuovo ha scritto la canzone Piazza del Campo - contenuta nell'album È piazza del Campo - che descrive la piazza durante la corsa del Palio.
Piazza del Campo è anche il titolo di un album dal vivo del gruppo musicale di rock progressivo Premiata Forneria Marconi del 2004. L'album è stato registrato il 29 agosto 2003 a Siena nella famosa piazza.